# 三ツ沢出入口
三ツ沢出入口（みつざわでいりぐち）は、神奈川県横浜市神奈川区三ツ沢西町にある首都高速神奈川2号三ツ沢線の終点となる出入口（ランプ）である。

## 連絡する路線
- 新横浜通り→首都高速神奈川2号三ツ沢線
- 新横浜通り→第三京浜道路（第三京浜入口交差点）
- 新横浜通り→横浜新道（第三京浜入口交差点）
- 首都高速神奈川2号三ツ沢線→新横浜通り（三ツ沢公園前交差点）
- 第三京浜道路→新横浜通り（三ツ沢公園前交差点）

## 道路
- 首都高速神奈川2号三ツ沢線

## 接続する道路
- 新横浜通り

## 周辺
- 三ツ沢公園
- 豊顕寺

## 隣
首都高速神奈川2号三ツ沢線
(251)横浜駅西口出入口 - (253)三ツ沢出入口 - 三ツ沢TB - 三ツ沢JCT - 第三京浜道路に接続